# Magazzini del governo
I magazzini del governo sono un tema popolare delle teorie del complotto, nelle quali tali magazzini sono descritti come giganteschi "ingrossi" dove viene riposto ogni singolo documento cartaceo, manufatto, fotografie, video e qualsiasi altro materiale di cui il governo vuole mantenere stretta riservatezza.
Questi luoghi immaginari sono stati spesso utilizzati come soggetto di film, serie televisive, romanzi e videogiochi.

## Nel cinema e nella tv
Tra i casi più noti della filmografia, si può citare la serie televisiva X-Files e il film I predatori dell'arca perduta (Raiders of the Lost Ark); in questo film l'arca dell'alleanza viene nascosta in un magazzino posseduto dagli USA.
Nel film Amore per sempre, con Mel Gibson, la trama è incentrata su un oggetto in fase di sperimentazione per un utilizzo futuro nell'animazione, ma che è stato soppresso in una capsula, questo oggetto e poi stato dimenticato ed è stato nascosto in un magazzino governativo, fino a che due bambini non scoprirono l'oggetto inciampandoci.
A volte gli articoli dei magazzini dei governi che vengono recuperati sono funzionali alla trama. Nel primo episodio della serie tv La guerra dei mondi, alcune astronavi aliene sono conservate in un magazzino del governo (chiamato "Capannone 15"), dove erano state rinchiuse dopo l'invasione avvenuta nel 1953, in relazione alle vicende descritte nel film La guerra dei mondi del 1953.
Nel 2006 nel film Cambia la tua vita con un click, il magazzino del governo non è posseduto dallo Stato, ma dalla Bed Bath & Beyond.

## Scenari di RPG
Il concetto dei magazzini del governo, è stato utilizzato come trama per video-game d'azione e di ruolo, ecco una lista:
- Government Warehouse list version 1.2.1, su io.com. URL consultato il 27 maggio (archiviato dall'url originale l'8 settembre 2007)..Richiamato il 27 maggio 2005. Un gioco che tenta di far costruire un piano d'azione RPG in un magazzino del governo, contenente ogni articolo e prova di fatti e tecnologie soppresse e/o andate perdute
- Government Warehouse list version 1.3.2, su deathworld.org. URL consultato il 27 maggio (archiviato dall'url originale il 19 novembre 2008).. Richiamato il 27 maggio 2005. In questa versione successiva, l'introduzione è stata sostituita da avvisi che denotano enti governativi degli Stati Uniti e un avviso pretendente una classificazione di segretezza, il tutto per fare un'impressione più realistica.
- Wherehouse, su bahneman.com. URL consultato il 27 maggio.. Richiamato il 27 maggio 2005. In questo potenziamento, tentativo riuscito di realismo, viene incluso un sistema di classificazione per gli oggetti del "magazzino", si preclude che tali oggetti potrebbero non essere contenuti in un tale magazzino (la Terra potrebbe essere stata distrutta per assecondare i programmi di Hitch-Hiker, per la conquista dell'universo, quindi si denota che il cuore centrale d'oro della sua nave spaziale potrebbe non essere in un magazzino governativo della Terra).